# 勾起你心中的惡
勾起你心中的惡，簡稱「勾惡」，是戴著面具自稱「小丑JK」，本名陳昱瑋所創立的頻道。小丑JK將支持其頻道的群眾稱作「勾惡幫」，並自稱勾惡幫幫主。頻道初期主題多為迈克尔·杰克逊介紹與《小丑》影評，探討人性黑暗面、社會事件分析等內容，並常以隱喻、潛台詞的方式分析事件，之後以時事評論、爆料、踢爆等影片走紅。

## 經歷事件

### 2020年
- 6月9日，製作關於陳之漢的影片，講述他的成功原因。隔日，陳之漢在直播中對該影片，與影片下的評論做回覆，宣稱自己並非是由金主砸錢，透過造神運動拱出來的。小丑JK上傳影片回覆說明先前的影片內容並非是在批評他。[2]
- 7月1日，2016年道明高級中學畢業歌「夢想藍圖」作詞、作曲人戴恩幟（banner）於頻道影片中，敘述「夢想藍圖」影片從YouTube下架的原因為當時團員內部紛爭，才導致影片下架。[5]
- 9月20日，陳星諠（星諠）於頻道影片中敘述遭到「FBI帥哥」鄧佳華性騷擾的過程與事件判決結果為刑事拘役20天，得易科罰金。[6]
- 10月7日，前反骨男孩成員陳睿瑋（瑋哥）於頻道影片中敘述離開反骨團隊的原因。陳睿瑋覺得走紅之後成員開始變質，與先前自己發生車禍時沒有團員探望。[7]
- 11月1日，於台北市西門町促成反骨男孩老闆莊堯宣（酷炫）到場與陳睿瑋（瑋哥）和好並達成共識。其兩大共識包括「雙方不能公開或私下攻擊對方」，以及「雙方同時上架和解影片」，讓雙方的粉絲以及輿論停止攻擊。[8]

### 2021年
- 1月18日，黃立成旗下公司「麻吉砥加電影有限公司」在電影《哭悲》宣傳中，在未經溝通、告知的情況下，就將小丑JK的Youtube頻道名稱及慣用標語「勾起你心中的惡」用於該公司宣傳《哭悲》的電影海報中，導致部分粉絲誤以為小丑JK有投資該電影。[9][10][11]
- 7月17日，上傳影片踢爆東森直銷電商疑似涉犯「多層次傳銷管理法」不當招募。[12]
- 8月30日，上傳影片聲稱自己的工作人員疑似遭東森直銷人員跟蹤，並與黑金城共同拍攝訪談影片。[13]
- 11月4日，影片敘述柯姓男子因轉發小丑JK張貼的IG限時動態，遭檢調依違反《嚴重特殊傳染性肺炎防治及紓困振興特別條例》判刑之經過。[14]

### 2022年
- 4月21日，影片指出網路直播主連千毅利用NFT詐騙粉絲。連千毅遂於4月23日於臉書回應[15]，並指稱勾惡為齊天國際傳媒公司負責人陳昱瑋；曾為合作金庫銀行行員及以「KoG aka 歐弟」為藝名上過電視節目[16]，目前雙方約定同年5月5日要當面對質[17]。
- 8月30日起，陸續上傳「烏惡戰爭」等一系列影片，並公開與另一位百萬網紅YouTuber烏鴉Doka的對話錄音，並痛罵烏鴉表裡不一，甚至「做非法的生意欺騙粉絲」。[18]
- 12月8日，「烏惡戰爭」另一位當事人「烏鴉Doka」陳柏融自稱竹聯幫仁堂分子，跟彰化拼鮮李姓負責人恐嚇勒索500萬元，且利用媒體聚餐時，與分局長范織坤合影照片，傳達不實訊息，故意製造與警方友好的假像，遭大安分局查緝到案後移送，檢方複訊後諭令3萬元交保。[19][20]

### 2023年
- 6月8日，先前小丑JK疫情期間在IG限時動態上爆料指揮中心確診人數遭「蓋牌」，開嗆「上位者再說謊啊」。士林地檢署調查認為，小丑JK主觀上並沒有散播不實訊息，且當天「校正回歸」數為533人，還比490人多，全案不起訴。[1][21]
- 7月20日, 影片公布高雄市某幼兒園疑似體罰孩童的監視器畫面，一對父母控訴，就讀高雄某間幼兒園的女兒，先前經常抱頭喊痛、嘔吐，一問竟是遭到教師毆打，他們一看監視器，發現兩天內就發生7、8次虐童行為，造成孩子不敢上學要看身心科，園方還警告家長不准訴諸媒體鬧大，否則要以個資法提告。影片上傳後，校方跟老師都被開罰3萬6千元。[22][23][24][25]
- 10月16日, 檢方依加重誹謗罪起訴，法院認定「勾惡」陳昱瑋的臉書暗諷連千毅「獄中用嘴幫受刑人排毒」言論足以讓人懷疑、引發聯想，因此依加重誹謗罪判「勾惡」陳昱瑋拘役50日，可易科罰金5萬元全案可上訴。[26]

### 2024年
- 3月12日, 影片爆料大直伊甸動物醫院與陳姓飼主產生院方醫療疏失死亡事件，卻不斷被冷處理，不提供死亡證明，甚至被列入不歡迎黑名單，於是勾惡帶當事人喬裝預約門診，並在小丑JK等人協調，陳姓飼主順利拿到死亡證明，而院長回覆以及8天監視器影像，至今仍沒有下文。[27]

### 2025年
- 3月12日，影片分析「眾量級CROWD」事件，猜測當初家寧母親說服Andy讓「外人」持有50％股份的話術，可能與稅務操作有關，甚至涉及發票對開、營業稅與營所稅的扣抵問題。[28][29][30][31][32]
- 4月25日，網紅如意Ruyii於社群發文，指控小丑JK曾在車上對她上下其手、強吻性騷、讓多位女生墮胎，小丑JK嚴正否認所有不實指控，並強調：「從未讓任何女生懷孕，更不可能存在墮胎情事」並公布粉絲私訊，指控如意Ruyii色誘粉絲加LINE，透過聊天推銷產品、投資詐騙割粉絲韭菜。[33][34][35]
- 4月29日，對於小丑JK遭指控性騷爭議，多位女網紅表示「長期相處下來，從沒聽過曖昧言語，更別說有任何肢體接觸。」且有人冒用勾惡創群組，故意發布腥羶色言論，小丑JK已經請律師協助蒐證與提告。[36][37][38][39]

## 對外參與
- 狼谷育樂台節目《電競讚起來》，2020年10月30日影片。[3]
- YouTube頻道《烏鴉DoKa TV》，2020年12月5日影片。
- YouTube頻道《烏鴉DoKa TV》，2021年1月9日影片。[40]
- YouTube頻道《烏鴉DoKa TV》，2021年4月26日影片。[41]
- YouTube頻道《館長惡名昭彰》，2021年8月7日直播。

## 音樂錄影帶
| 年份   | 歌手                   | 曲名           | 作詞           | 作曲           |
| ------ | ---------------------- | -------------- | -------------- | -------------- |
| 2020年 | 勾起你心中的惡         | 鼠錢鼠到手抽筋 | 勾起你心中的惡 | 勾起你心中的惡 |
| 2020年 | 烏鴉DoKa               | 鼠錢鼠到手抽筋 | 勾起你心中的惡 | 勾起你心中的惡 |
| 2020年 | 勾起你心中的惡         | 你兒子的偶像   | 勾起你心中的惡 | 吳大飛、賴正浩 |
| 2020年 | YellowBlack 耶魯布萊克 | 你兒子的偶像   | 勾起你心中的惡 | 吳大飛、賴正浩 |

## 外部連結
- YouTube上的勾起你心中的惡頻道
- 勾起你心中的惡 - 勾惡幫後援會Facebook
- 勾起你心中的惡的Instagram帳戶